# Herz-Jesu-Kirche (Ingolstadt)
Die römisch-katholische Pfarrkirche Herz Jesu in Ingolstadt-Haunwöhr wurde in den Jahren 1961 bis 1963 nach Plänen von Hans Zitzelsperger errichtet. Es ist ein Bau der Nachkriegsmoderne.

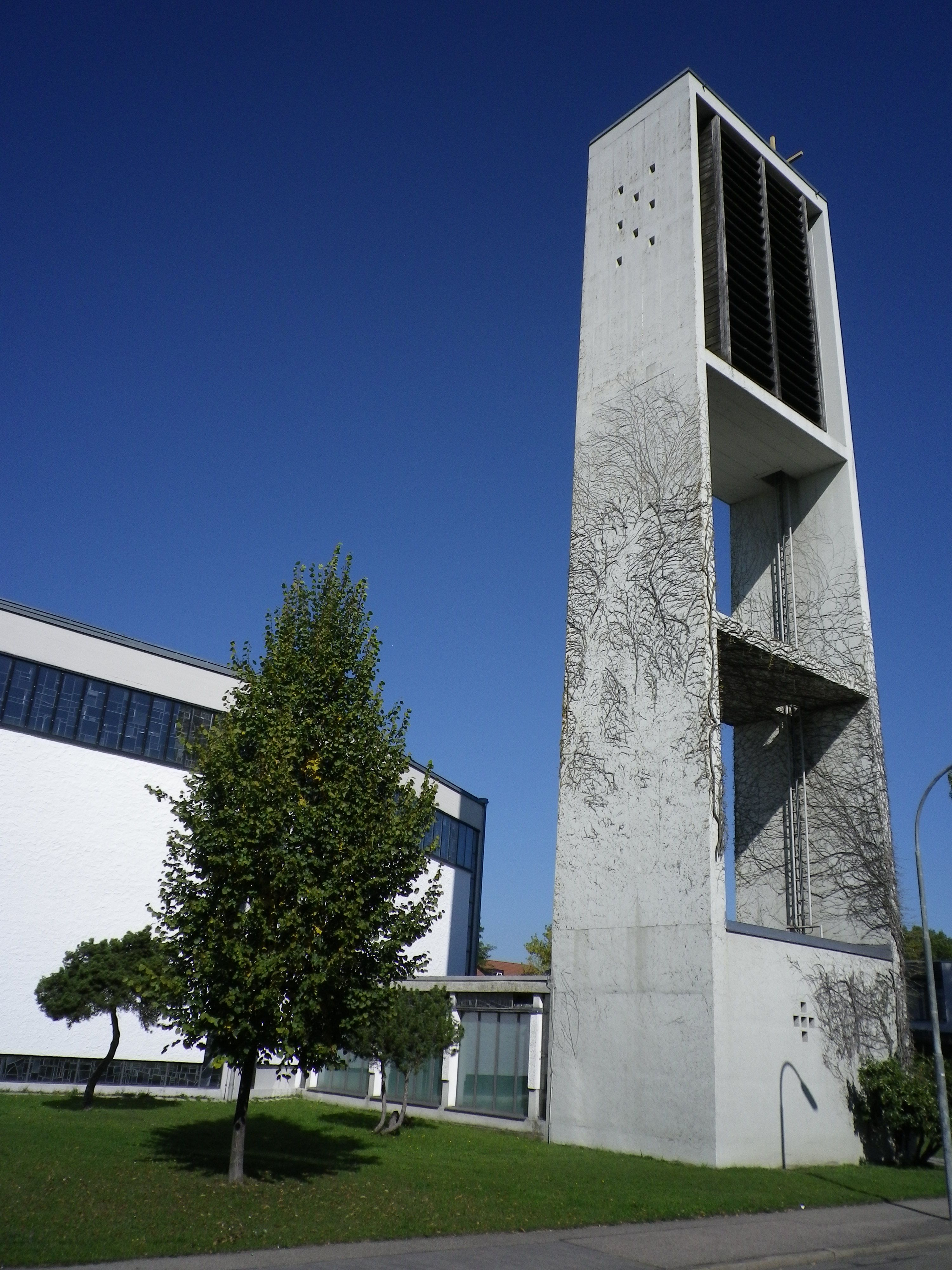
Glockenturm

## Lage
Die Pfarrkirche befindet sich im Süden von Ingolstadt in der Zeppelinstraße 90. 

## Geschichte
Die Herz-Jesu-Kirche wurde am 30. Juni 1963 durch den Eichstätter Bischof Dr. Joseph Schröffer eingeweiht. Sie trat an die Stelle einer 1950 erbauten Notkirche, die daraufhin zum Pfarrheim umgebaut wurde und seitdem für die gesamte Pfarrei genutzt wird.
Links und rechts neben den Säulen sind die vierzehn Stationen des Kreuzweges in den Glasfenstern dargestellt, die Max Wendel entworfen hat. 1965 wurde die Kirche mit einem neuen Geläut von Friedrich Wilhelm Schilling, bestehend aus fünf Glocken, ausgestattet. Die Orgel mit 9 Registern, verteilt auf zwei Manuale und Pedal wurde 1955 von Josef Bittner aus Eichstätt für die Notkirche erbaut. Sie wurde in die neue Kirche übernommen.

## Architektur

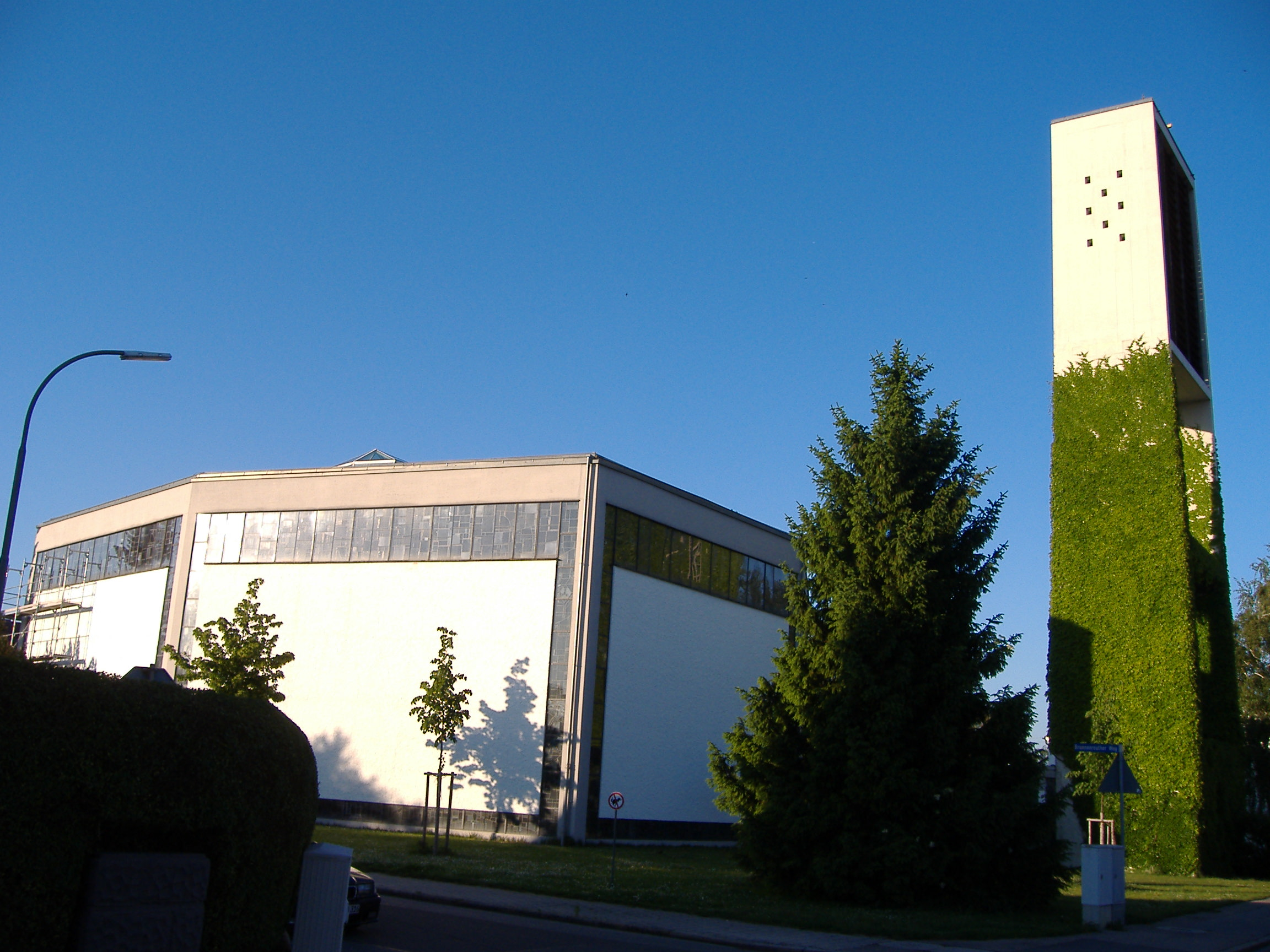
Fassade

Der hohe Saalbau ist nach Westen ausgerichtet und besitzt einen siebeneckigen Grundriss. Die Stahlbetonbinder-Konstruktion mit verputzten und zwischen die Stützen der Rahmenkonstruktion eingestellten Fensterbahnen ist mit Wandscheiben umrahmt. Die Sakristei und die Werktagskirche sind als niedriger Anbau quer angerichtet.
Die Kirche ist ein modernes Bauwerk. Mittelpunkt der Kirche ist der Volksaltar. Der mächtige Steinquader wird von zwölf Säulen getragen. Diese dienen als Sinnbild für die zwölf Apostel, die einst als Erste die Botschaft Jesu in die Welt hinaus trugen. Um den Altar herum ist das Gestühl für die Gemeinde als Kirche Christi angeordnet. Von dem Betonbinder im Zentralpunkt des Daches, der über dem Hauptaltar liegt, gehen sieben Rippen aus, die auf Stützpfeilern in den Eckpunkten aufliegen. Diese Säulen versinnbildlichen die sieben Sakramente (Sinnbild der Zwölf Apostel). So wie die sieben Sakramente unseren Glauben tragen, so tragen die Säulen die Kirche. Die vom Ingolstädter Künstler Knut Schnurer geschaffene Reliefs in den Säulen versinnbildlichen die sieben Sakramente.
Im Turm hängt ein 5-stimmiges Geläut, welches 1965 von dem Glockengießer Friedrich Wilhelm Schilling aus Heidelberg gegossen wurde. Die Glocken haben die Schlagtöne e1, g1, a1, h1 und d2.

## Notkirche

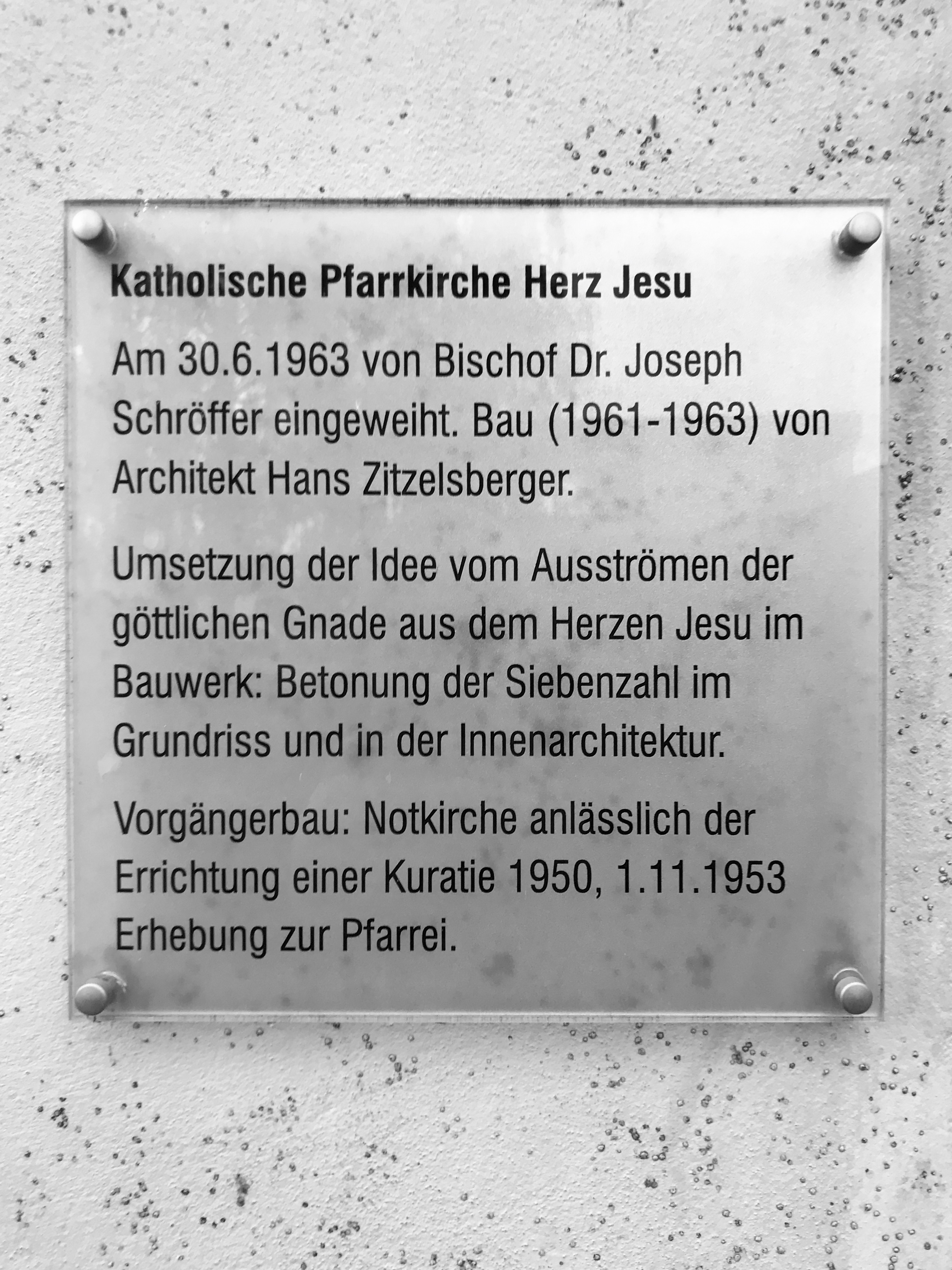
Informationsschild

Der Bau einer Notkirche nach Plänen des Architekten Ludwig Geith wurde 1951 errichtet; sie wurde so geplant, dass sie später als Pfarrsaal verwendet werden konnte. Der Hochaltar erhielt ein großes Kreuz vom Regensburger Bildhauer Guido Martini.

## Projektbeteiligte
- Architekt: Hans Zitzelsperger
- Glockengießer: Friedrich Wilhelm Schilling, Heidelberg
- Betonreliefs: Knut Schnurer, Ingolstadt
- Fenster: Max Wendl, München

## Baudenkmal
Die Kirche steht unter Denkmalschutz und ist im Denkmalatlas des Bayerischen Landesamtes für Denkmalpflege und in der Liste der Baudenkmäler in Ingolstadt eingetragen.